# Miła (dopływ Baby)
Miła, znana także jako Witeradówka – rzeka, lewostronny dopływ Baby o długości 3,33 km. Wypływa ze źródła w Witeradowie, do Baby uchodzi w Olkuszu na terenie Olkuskiej Fabryki Naczyń Emaliowanych.
Dokładna długość cieku wynosi 3332,81 metra.
Miła jest rzeką VI rzędu - wpływa do Baby, która jest dopływem Sztoły, wpływającym do Białej Przemszy, która jest dopływem Przemszy, wpływającym do Wisły.
Aluwia Witeradówki cechują się podwyższoną zawartością cynku i ołowiu, wynikającą najprawdopodobniej ze spływu powierzchniowego z gleb wzbogaconych w te pierwiastki poprzez atmosferyczny transport pyłów z terenów przemysłowych.
Wody cieku są słabo zmineralizowane (około 0,4 mS/cm).